# MacGyver (2016)/Episodenliste
Diese Episodenliste enthält alle Episoden der US-amerikanischen Action-Fernsehserie MacGyver, sortiert nach der US-amerikanischen Erstausstrahlung. Die Serie umfasst fünf Staffeln mit 94 Episoden.

## Übersicht
| Staffel | Episodenanzahl | Erstausstrahlung USA | Erstausstrahlung USA | Deutschsprachige Erstausstrahlung | Deutschsprachige Erstausstrahlung |
| Staffel | Episodenanzahl | Staffelpremiere      | Staffelfinale        | Staffelpremiere                   | Staffelfinale                     |
| ------- | -------------- | -------------------- | -------------------- | --------------------------------- | --------------------------------- |
| 1       | 21             | 23. September 2016   | 14. April 2017       | 19. Juni 2017                     | 10. Februar 2018                  |
| 2       | 23             | 29. September 2017   | 4. Mai 2018          | 4. Juli 2018                      | 19. September 2018                |
| 3       | 22             | 28. September 2018   | 10. Mai 2019         | 17. Juli 2019                     | 27. September 2019                |
| 4       | 13             | 7. Februar 2020      | 8. Mai 2020          | 10. Juli 2020                     | 29. September 2020                |
| 5       | 15             | 4. Dezember 2020     | 30. April 2021       | 8. Juli 2021                      | 19. August 2021                   |

## Staffel 1
Die Erstausstrahlung der ersten Staffel war vom 23. September 2016 bis zum 14. April 2017 auf dem US-amerikanischen Sender CBS zu sehen. Die deutschsprachige Erstausstrahlung von 18 der 21 Folgen sendete der deutsche Free-TV-Sender Sat.1 vom 19. Juni bis zum 14. August 2017. Die Folgen 11, 16 und 19 sendete der österreichische Free-TV-Sender ORF eins im deutschsprachigen Raum erstmals am 11. November 2017, 13. Januar und am 10. Februar 2018.
| Nr. (ges.) | Nr. (St.) | Deutscher Titel              | Originaltitel    | Erstausstrahlung USA | Deutschsprachige Erstausstrahlung (D/A) | Regie             | Drehbuch                                       | Zuschauer (USA) |
| ---------- | --------- | ---------------------------- | ---------------- | -------------------- | --------------------------------------- | ----------------- | ---------------------------------------------- | --------------- |
| 1          | 1         | Die Wiedergeburt             | The Rising       | 23. Sep. 2016        | 19. Juni 2017                           | James Wan         | Peter M. Lenkov                                | 10,90 Mio.      |
| 2          | 2         | Alias                        | Metal Saw        | 30. Sep. 2016        | 19. Juni 2017                           | Jerry Levine      | Craig O’Neill                                  | 09,07 Mio.      |
| 3          | 3         | Golden Boy                   | Awl              | 7. Okt. 2016         | 26. Juni 2017                           | Matt Earl Beesley | David Slack                                    | 08,09 Mio.      |
| 4          | 4         | Kalter Krieg                 | Wire Cutter      | 14. Okt. 2016        | 26. Juni 2017                           | Joe Dante         | John Turman                                    | 07,44 Mio.      |
| 5          | 5         | Der Todeszug                 | Toothpick        | 21. Okt. 2016        | 3. Juli 2017                            | Bobby Roth        | Nancy Kiu                                      | 07,95 Mio.      |
| 6          | 6         | Der Geist                    | Wrench           | 28. Okt. 2016        | 3. Juli 2017                            | Alec Smight       | Brian Durkin                                   | 07,27 Mio.      |
| 7          | 7         | Befreiungskünstler           | Can Opener       | 4. Nov. 2016         | 10. Juli 2017                           | Omar Madha        | Sean Hennen                                    | 07,59 Mio.      |
| 8          | 8         | Codename: S-218              | Corkscrew        | 11. Nov. 2016        | 10. Juli 2017                           | Janice Cooke      | Lindsey Allen                                  | 07,65 Mio.      |
| 9          | 9         | Die Hand Gottes              | Chisel           | 18. Nov. 2016        | 17. Juli 2017                           | Brad Tanenbaum    | Bret VandenBos, Brandon Willer                 | 08,12 Mio.      |
| 10         | 10        | Gespenster der Vergangenheit | Pliers           | 9. Dez. 2016         | 17. Juli 2017                           | Lee Rose          | Brian Durkin                                   | 07,42 Mio.      |
| 11         | 11        | Schnee in Kalifornien        | Scissors         | 16. Dez. 2016        | 11. Nov. 2017                           | Stephen Herek     | Lindsay Allen, Nancy Kiu                       | 07,67 Mio.      |
| 12         | 12        | Chrysalis                    | Screwdriver      | 6. Jan. 2017         | 24. Juli 2017                           | Craig Siebels     | Peter Lenkov, Craig O’Neill, David Slack       | 08,42 Mio.      |
| 13         | 13        | Camping in Kasachstan        | Large Blade      | 13. Jan. 2017        | 24. Juli 2017                           | Sylvain White     | Andrew Karlsruher                              | 07,64 Mio.      |
| 14         | 14        | Auf der Flucht               | Fish Scaler      | 3. Feb. 2017         | 31. Juli 2017                           | Eagle Egilsson    | John Turman (Idee); Craig O’Neill, David Slack | 07,43 Mio.      |
| 15         | 15        | Zodiac-Mörder                | Magnifying Glass | 10. Feb. 2017        | 31. Juli 2017                           | Stephen Herek     | Brian Durkin                                   | 08,02 Mio.      |
| 16         | 16        | Wahrheit oder Pflicht        | Hook             | 17. Feb. 2017        | 13. Jan. 2018                           | Tawnia McKiernan  | Nancy Kiu                                      | 07,24 Mio.      |
| 17         | 17        | Tickende Bombe               | Ruler            | 24. Feb. 2017        | 7. Aug. 2017                            | Antonio Negret    | Andrew Karlsruher                              | 06,93 Mio.      |
| 18         | 18        | Ärger im Paradies            | Flashlight       | 10. März 2017        | 7. Aug. 2017                            | Jonathan Brown    | Lindsay Allen                                  | 07,73 Mio.      |
| 19         | 19        | Der Trauerfall               | Compass          | 31. März 2017        | 10. Feb. 2018                           | Christine Moore   | Lee David Zlotoff                              | 06,56 Mio.      |
| 20         | 20        | Der Architekt                | Hole Puncher     | 7. Apr. 2017         | 14. Aug. 2017                           | Elizabeth Allen   | Craig O’Neil, David Slack                      | 06,67 Mio.      |
| 21         | 21        | Der Fluch von Kairo          | Cigar Cutter     | 14. Apr. 2017        | 14. Aug. 2017                           | Stephen Herek     | Craig O’Neil, David Slack, Peter M. Lenkov     | 06,57 Mio.      |

## Staffel 2
Die Erstausstrahlung der zweiten Staffel war vom 29. September 2017 bis zum 4. Mai 2018 auf dem US-amerikanischen Sender CBS zu sehen. Die deutschsprachige Erstausstrahlung sendete der Schweizer Free-TV-Sender 3+ vom 4. Juli bis zum 19. September 2018.
| Nr. (ges.) | Nr. (St.) | Deutscher Titel             | Originaltitel                   | Erstausstrahlung USA | Deutschsprachige Erstausstrahlung (CH) | Regie                     | Drehbuch                          |
| ---------- | --------- | --------------------------- | ------------------------------- | -------------------- | -------------------------------------- | ------------------------- | --------------------------------- |
| 22         | 1         | Von den Toten auferstanden  | DIY or DIE                      | 29. Sep. 2017        | 4. Juli 2018                           | Stephen Herek             | Peter Lenkov, Craig O’Neill       |
| 23         | 2         | Solomission für Artemis     | Muscle Car + Paper Clips        | 6. Okt. 2017         | 4. Juli 2018                           | Ericson Core              | Nancy Kiu                         |
| 24         | 3         | Die rote Faust              | Roulette Wheel + Wire           | 13. Okt. 2017        | 13. Juli 2018                          | Duane Clark               | Justin Lisson                     |
| 25         | 4         | Väter und Söhne             | X-Ray + Penny                   | 20. Okt. 2017        | 13. Juli 2018                          | Bethany Rooney            | Craig O’Neill, David Slack        |
| 26         | 5         | Geisterinsel                | Skull + Electromagne            | 27. Okt. 2017        | 20. Juli 2018                          | Elizabeth Allen Rosenbaum | Lindsey Allen                     |
| 27         | 6         | Höllenfeuer                 | Jet Engine + Pickup Truck       | 3. Nov. 2017         | 20. Juli 2018                          | Stephen Herek             | Andrew Karlsruher                 |
| 28         | 7         | Herz und Helden             | Duct Tape + Jack                | 10. Nov. 2017        | 25. Juli 2018                          | Gabriel Beristain         | Brian Durkin                      |
| 29         | 8         | Der Turm der blauen Pferde  | Packing Peanuts + Fire          | 17. Nov. 2017        | 25. Juli 2018                          | Stacey K. Black           | Lindsey Allen                     |
| 30         | 9         | Die Regeln des Spiels       | Cd-rom + Hoagie Foil            | 1. Dez. 2017         | 1. Aug. 2018                           | Bobby Roth                | Nancy Kiu, Marqui Jackson         |
| 31         | 10        | Verloren im Eis             | War Room + Ship                 | 8. Dez. 2017         | 1. Aug. 2018                           | Tawnia McKiernan          | Brian Durkin, Andrew Karlsruher   |
| 32         | 11        | Unter Mordverdacht          | Bullet + Pen                    | 15. Dez. 2017        | 8. Aug. 2018                           | Carlos Bernard            | Marqui Jackson                    |
| 33         | 12        | Wiedersehen mit einem Geist | Mac + Jack                      | 5. Jan. 2018         | 8. Aug. 2018                           | Ron Underwood             | Craig O’Neill, David Slack        |
| 34         | 13        | Angriffsziel: Pentagon      | CO2 Sensor + Tree Branch        | 12. Jan. 2018        | 15. Aug. 2018                          | Brad Turner               | Adam Beechen                      |
| 35         | 14        | Feuer und Flamme            | Mardi Gras Beads + Chair        | 19. Jan. 2018        | 15. Aug. 2018                          | Mike Martinez             | Marqui Jackson, Andrew Karlsruher |
| 36         | 15        | Gefährliche zweite Chancen  | Murdoc + Handcuffs              | 2. Feb. 2018         | 22. Aug. 2018                          | Stephen Herek             | Marqui Jackson                    |
| 37         | 16        | Flitterwochen               | Hammock + Balcony               | 2. März 2018         | 22. Aug. 2018                          | Eagle Egilsson            | Justin Lisson                     |
| 38         | 17        | Atomarer Ausflug            | Bear Trap + Mob Boss            | 9. März 2018         | 29. Aug. 2018                          | Steven A. Adelson         | Nancy Kiu                         |
| 39         | 18        | Angriff in der Luft         | Riley + Airplane                | 30. März 2018        | 29. Aug. 2018                          | Antonio Negret            | Lindsey Allen                     |
| 40         | 19        | Fälschungen und Lügner      | Benjamin Franklin + Grey Duffle | 6. Apr. 2018         | 5. Sep. 2018                           | Sharat Raju               | Andrew Karlsruher                 |
| 41         | 20        | Entführung im Wolkenkratzer | Skyscraper – Power              | 13. Apr. 2018        | 5. Sep. 2018                           | Peter Weller              | Brian Durkin, Joshua Brown        |
| 42         | 21        | Ein Freund in Not           | Wind + Water                    | 20. Apr. 2018        | 12. Sep. 2018                          | Mark Manos                | Lee David Zlotoff                 |
| 43         | 22        | Area 51                     | UFO + Area 51                   | 27. Apr. 2018        | 12. Sep. 2018                          | Ericson Core              | Lindsey Allen, Nancy Kiu          |
| 44         | 23        | Das Wiedersehen             | MacGyver + MacGyver             | 4. Mai 2018          | 19. Sep. 2018                          | Stephen Herek             | Craig O’Neill, David Slack        |

## Staffel 3
Die Erstausstrahlung der dritten Staffel war vom 28. September 2018 bis zum 10. Mai 2019 auf dem US-amerikanischen Sender CBS zu sehen. Die deutschsprachige Erstausstrahlung erfolgte vom 17. Juli bis zum 27. September 2019 auf dem Schweizer Free-TV-Sender 3+.
| Nr. (ges.) | Nr. (St.) | Deutscher Titel                | Originaltitel                       | Erstausstrahlung USA | Deutschsprachige Erstausstrahlung (CH) | Regie              | Drehbuch                          |
| ---------- | --------- | ------------------------------ | ----------------------------------- | -------------------- | -------------------------------------- | ------------------ | --------------------------------- |
| 45         | 1         | 50 Millionen Diamanten         | Improvise                           | 28. Sep. 2018        | 17. Juli 2019                          | Stephen Herek      | Peter Lenkov, Craig S. O’Neill    |
| 46         | 2         | Daltons Helden                 | Bravo Lead + Loyalty + Friendship   | 5. Okt. 2018         | 19. Juli 2019                          | Duane Clark        | Brian Durkin                      |
| 47         | 3         | Zurück aufs College            | Bozer + Booze + Back to School      | 12. Okt. 2018        | 19. Juli 2019                          | Tessa Blake        | Nancy Kiu                         |
| 48         | 4         | Atemnot                        | Guts + Fuel + Hope                  | 19. Okt. 2018        | 26. Juli 2019                          | Peter Weller       | Rob Pearlstein                    |
| 49         | 5         | Tag der Toten                  | Dia De Muertos + Sicarios + Family  | 26. Okt. 2018        | 26. Juli 2019                          | Eagle Egilsson     | Jim Adler, Andrew Karlsruher      |
| 50         | 6         | Murdocs Rosenkrieg             | Murdoc + MacGyver + Murdoc          | 2. Nov. 2018         | 2. Aug. 2019                           | Stephen Herek      | Craig O’Neill                     |
| 51         | 7         | Mattys Geheimnis               | Scavengers + Hard Drive + Dragonfly | 9. Nov. 2018         | 2. Aug. 2019                           | Gabriel Beristain  | Andrew Karlsruher                 |
| 52         | 8         | Späte Rache                    | Revenge + Catacombs + Le Fantome    | 16. Nov. 2018        | 9. Aug. 2019                           | Lily Mariye        | Brian Durkin                      |
| 53         | 9         | Probe 234                      | Specimen 234 + Papr + Outbreak      | 30. Nov. 2018        | 9. Aug. 2019                           | Michael Martinez   | Lindsey Allen                     |
| 54         | 10        | Ein neues Leben                | Matty + Ethan + Fidelity            | 7. Dez. 2018         | 16. Aug. 2019                          | David Straiton     | Andrew Karlsruher                 |
| 55         | 11        | Einer lebt, einer stirbt       | Mac + Fallout + Jack                | 4. Jan. 2019         | 16. Aug. 2019                          | Carlos Bernard     | Jim Adler                         |
| 56         | 12        | Die Meisterdiebin              | Fence + Suitcase + Americium-241    | 11. Jan. 2019        | 23. Aug. 2019                          | Ron Underwood      | Brian Durkin                      |
| 57         | 13        | Überleben in der Wildnis       | Wilderness + Training + Survival    | 18. Jan. 2019        | 23. Aug. 2019                          | Brad Turner        | Andrew Klein                      |
| 58         | 14        | Die Hochzeitsfeier             | Father + Bride + Betrayal           | 1. Feb. 2019         | 30. Aug. 2019                          | Avi Youabian       | Lindsey Allen                     |
| 59         | 15        | Cody gegen die Schmuggler      | K9 + Smugglers + New Recruit        | 15. Feb. 2019        | 30. Aug. 2019                          | Gabriel Beristain  | Rob Pearlstein                    |
| 60         | 16        | Systemausfall                  | Lidar + Rogues + Duty               | 22. Feb. 2019        | 6. Sep. 2019                           | Stephen Herek      | Don Perez                         |
| 61         | 17        | Tod im Tresor                  | Seeds + Permafrost + Feather        | 15. März 2019        | 6. Sep. 2019                           | Alexandra La Roche | Nancy Kiu, Lindsey Allen          |
| 62         | 18        | Der Psychopath und sein Lehrer | Murdoc + Helman + Hit               | 5. Apr. 2019         | 13. Sep. 2019                          | Roderick Davis     | Lee David Zlotoff                 |
| 63         | 19        | Grenzerfahrungen               | Friends + Enemies + Border          | 12. Apr. 2019        | 13. Sep. 2019                          | Andi Armaganian    | Justin Lisson                     |
| 64         | 20        | Die No-Go-Challenge            | No-Go + High-Voltage + Rescue       | 26. Apr. 2019        | 20. Sep. 2019                          | Eagle Egilsson     | Andrew Karlsruher, Rob Pearlstein |
| 65         | 21        | Hochverrat                     | Treason + Heartbreak + Gum          | 3. Mai 2019          | 20. Sep. 2019                          | Stephen Herek      | Nancy Kiu, Lindsey Allen          |
| 66         | 22        | Auge um Auge                   | Mason + Cable + Choices             | 10. Mai 2019         | 27. Sep. 2019                          | Maja Vrvilo        | Jim Adler                         |

## Staffel 4
Die Erstausstrahlung der vierten Staffel war vom 7. Februar bis zum 8. Mai 2020 auf dem US-amerikanischen Sender CBS zu sehen. Die deutschsprachige Erstausstrahlung wird seit dem 10. Juli 2020 auf dem Schweizer Free-TV-Sender 3+ gesendet.
| Nr. (ges.) | Nr. (St.) | Deutscher Titel       | Originaltitel                               | Erstausstrahlung USA | Deutschsprachige Erstausstrahlung (CH/D) | Regie              | Drehbuch                                                             |
| ---------- | --------- | --------------------- | ------------------------------------------- | -------------------- | ---------------------------------------- | ------------------ | -------------------------------------------------------------------- |
| 67         | 1         | Tödlicher Torpedo     | Fire + Ashes + Legacy = Phoenix             | 7. Feb. 2020         | 10. Juli 2020                            | David Straiton     | Terry Matalas                                                        |
| 68         | 2         | Projekt Quirk         | Red Cell + Quantum + Cold + Committed       | 14. Feb. 2020        | 17. Juli 2020                            | Alexandra La Roche | Jim Adler                                                            |
| 69         | 3         | Steuerlos am Himmel   | Kid + Plane + Cable + Truck                 | 21. Feb. 2020        | 24. Juli 2020                            | Lily Mariye        | Rob Pearlstein                                                       |
| 70         | 4         | Wettlauf mit der Zeit | Windmill + Acetone + Celluloid + Firing Pin | 28. Feb. 2020        | 31. Juli 2020                            | Eagle Egilsson     | Andrew Karlsruher                                                    |
| 71         | 5         | Der Kaufmann          | Soccer + Desi + Merchant + Titan            | 6. März 2020         | 7. Aug. 2020                             | Duane Clark        | Cindy Appel                                                          |
| 72         | 6         | Deal mit dem Teufel   | Right + Wrong + Both + Neither              | 13. März 2020        | 14. Aug. 2020                            | Roderick Davis     | Andrew Klein                                                         |
| 73         | 7         | Mörderisches Date     | Mac + Desi + Riley + Aubrey                 | 27. März 2020        | 21. Aug. 2020                            | Brad Turner        | Stephanie Hicks                                                      |
| 74         | 8         | Akte 47               | Father + Son + Father + Matriarch           | 3. Apr. 2020         | 28. Aug. 2020                            | David Straiton     | Travis Fickett                                                       |
| 75         | 9         | Kernschmelze          | Code + Artemis + Nuclear + N3mesis          | 10. Apr. 2020        | 4. Sep. 2020                             | Michael Martinez   | Brandon Botta & Casey Tollett Botta                                  |
| 76         | 10        | Shiva                 | Tesla + Bell + Edison + Mac                 | 17. Apr. 2020        | 11. Sep. 2020                            | Yangzom Brauen     | Rob Pearlstein                                                       |
| 77         | 11        | Der Gesang der Vögel  | Psy-Op + Cell + Merchant + Birds            | 24. Apr. 2020        | 18. Sep. 2020                            | Ericson Core       | Cindy Appel & Andrew Karlsruher Idee: Stephanie Hicks & Andrew Klein |
| 78         | 12        | Staatsfeind           | Loyalty + Family + Rogue + Hellfire         | 1. Mai 2020          | 22. Sep. 2020                            | Geoff Shotz        | Jim Adler                                                            |
| 79         | 13        | Apokalypse            | Save + The + Dam + World                    | 8. Mai 2020          | 29. Sep. 2020                            | Carlos Bernard     | Cindy Appel Idee: Terry Matalas                                      |

## Staffel 5
Die Erstausstrahlung der fünften und finalen Staffel war vom 4. Dezember 2020 bis zum 30. April 2021 auf dem US-amerikanischen Sender CBS zu sehen. Die deutschsprachige Erstausstrahlung wird seit dem 1. Juli 2021 auf dem deutschen Free-TV-Sender Sat1  gesendet.
| Nr. (ges.) | Nr. (St.) | Deutscher Titel            | Originaltitel                                                   | Erstausstrahlung USA | Deutschsprachige Erstausstrahlung (CH/D) | Regie             | Drehbuch                                                           |
| ---------- | --------- | -------------------------- | --------------------------------------------------------------- | -------------------- | ---------------------------------------- | ----------------- | ------------------------------------------------------------------ |
| 80         | 1         | Refugium für die Unterwelt | Resort + Desi + Riley + Window Cleaner + Witness                | 4. Dez. 2020         | 1. Juli 2021                             | Avi Youabian      | Stephanie Hicks                                                    |
| 81         | 2         | Viro-486                   | Thief + Painting + Auction + Viro-486 + Justice                 | 11. Dez. 2020        | 1. Juli 2021                             | Duane Clark       | Peter M. Lenkov & Andrew Klein                                     |
| 82         | 3         | General Ma                 | Eclipse + USMC-1856707 + Step Potential + Chain Lock + Ma       | 18. Dez. 2020        | 15. Juli 2021                            | David Straiton    | Jim Adler & Stephanie Hicks                                        |
| 83         | 4         | Gefährliche Erinnerungen   | Banh Bao + Sterno + Drill + Burner + Mason                      | 8. Jan. 2021         | 15. Juli 2021                            | Peter Weller      | Justin Lisson & Sophia Lopez                                       |
| 84         | 5         | Die Wildnis der Spiegel    | Jack + Kinematics + Safe Cracker + MgKNO3 + GTO                 | 15. Jan. 2021        | 22. Juli 2021                            | Ericson Core      | Jim Adler                                                          |
| 85         | 6         | Quarantäne                 | Quarantine + N95 + Landline + Telescope + Social Distance       | 22. Jan. 2021        | 22. Juli 2021                            | Andrew Ahn        | Stephanie Hicks & Andrew Karlsruher                                |
| 86         | 7         | Das Gift der Schlange      | Golden Lancehead + Venom + Pole Vault + Blood + Baggage         | 5. Feb. 2021         | 29. Juli 2021                            | David Straiton    | Joshua Brown & Andrew Karlsruher                                   |
| 87         | 8         | Operation Harpyie          | SOS + Hazmat + Ultrasound + Frequency + Malihini                | 12. Feb. 2021        | 29. Juli 2021                            | Yangzom Brauen    | Cindy Appel                                                        |
| 88         | 9         | Codex 2.0                  | Rails + Pitons + Pulley + Pipe + Salt                           | 19. Feb. 2021        | 5. Aug. 2021                             | Christine Moore   | Rob Pearlstein                                                     |
| 89         | 10        | Alte Bekannte              | Diamond + Quake + Carbon + Comms + Tower                        | 5. März 2021         | 5. Aug. 2021                             | Michael Martinez  | Andrew Karlsruher & Andrew Klein                                   |
| 90         | 11        | Tödliche Luft              | C8H7ClO + Nano-Trackers + Resistance + Maldives + Mind Games    | 26. März 2021        | 5. Aug. 2021                             | David Straiton    | Joshua Brown & Teresa Huang                                        |
| 91         | 12        | Die Hochzeit               | Royalty + Marriage + Vivaah Sanskar + Zinc + Henna              | 2. Apr. 2021         | 12. Aug. 2021                            | Anne Renton       | Monica Macer & Andrew Klein                                        |
| 92         | 13        | 350 PS für die Mafia       | Barn Find + Engine Oil + La Punzonatura + Lab Rats + Tachometer | 9. Apr. 2021         | 12. Aug. 2021                            | Katie Eastridge   | Alessia Costantini & Andrew Karlsruher                             |
| 93         | 14        | Der Tod kommt langsam      | H2O + Orthophosphates + Mission City + Corrosion + Origins      | 16. Apr. 2021        | 19. Aug. 2021                            | Christine Swanson | Teresa Huang & Joshua Brown                                        |
| 94         | 15        | Gedankenkontrolle          | Abduction + Memory + Time + Fireworks + Dispersa                | 30. Apr. 2021        | 19. Aug. 2021                            | David Straiton    | Monica Macer & Alessia Costantini & Andrew Klein & Stephanie Hicks |